# Потин, Всеволод Михайлович
Все́волод Миха́йлович По́тин (28 марта 1918, Рязань — 12 сентября 2005, Санкт-Петербург) — советский и российский нумизмат. Заслуженный работник культуры Российской Федерации (1996).

## Биография
С 1959 года — старший научный сотрудник, хранитель отделения западноевропейских монет Государственного Эрмитажа. В 1961 году защитил кандидатскую диссертацию, тема — «Экономические связи Древней Руси по материалам кладов западноевропейских монет». С 1967 по 1975 год — заместитель заведующего отдела нумизматики, а с 1975 года — заведующий отделом нумизматики Государственного Эрмитажа.
С 1962 по 1992 год читал лекции по западноевропейской нумизматике на кафедре истории средних веков исторического факультета Ленинградского государственного университета.
Был избран членом многих нумизматических обществ: почётный член Польского нумизматического общества (1970), член-корреспондент Американского нумизматического общества (1973), член-корреспондент Шведского нумизматического общества (1975), почётный член нумизматического общества Вестфалии (1990), почётный член Санкт-Петербургского общества нумизматов (1990), член-корреспондент Финского нумизматического общества (1993), почётный член Международной нумизматической комиссии (1997).
Опубликовал более 150 работ, посвящённых западноевропейским и русским монетам X—XIII веков, нумизматическим, торговым и культурным связям России и Запада.

## Награды
- Почётная премия и серебряная медаль Общества международной истории денег, ФРГ (1976)
- Медаль Курта Реглинга Государственных музеев в Берлине, ГДР (1978)
- Заслуженный работник культуры Российской Федерации (1996)
- Медаль ордена «За заслуги перед Отечеством» II степени (2003)
- Медаль «В память 300-летия Санкт-Петербурга» (2003)

## Избранная библиография
- Потин В. М. Древняя Русь и европейские государства в X-XIII вв.: Историко-нумизматический очерк. — Л.: Советский художник, 1968. — 240 с.
- Потин В. М. Монеты. Клады. Коллекции: Очерки нумизматики. — СПб.: Искусство-СПБ, 1992. — 304, [64] с. — ISBN 5-210-02117-3.
- Потин В. М. Легенды на западноевропейских монетах: Справочник. — Киев: Юнона-Монета, 2000. — 172 с. — ISBN 966-95851-0-4.